# Coupe de France 2000
Die Coupe de France 2000 war die 9. Austragung der Coupe de France, einer seit der Saison 1992 stattfindenden Serie von französischen Eintagesrennen. Die Fahrerwertung gewann der Franzose Patrice Halgand vom französischen Team Jean Delatour, die Teamwertung gewann die Mannschaft Crédit Agricole.

## Rennen
| Datum         | Rennen                             | Sieger             |
| ------------- | ---------------------------------- | ------------------ |
| 19. Februar   | Tour du Haut-Var                   | Daniele Nardello   |
| 20. Februar   | Classic Haribo                     | Jaan Kirsipuu      |
| 19. März      | Grand Prix Cholet-Pays de la Loire | Jens Voigt         |
| 31. März      | Route Adélie                       | Laurent Brochard   |
| 2. April      | Grand Prix de Rennes               | Gordon Fraser      |
| 20. April     | Grand Prix de Denain               | Endrio Leoni       |
| 23. April     | Tour de Vendée                     | Jaan Kirsipuu      |
| 25. April     | Paris–Camembert                    | Didier Rous        |
| 30. April     | Trophée des Grimpeurs              | Patrice Halgand    |
| 27. Mai       | A Travers le Morbihan              | Patrice Halgand    |
| 3. Juni       | Classique des Alpes                | José María Jiménez |
| 12. Juni      | Grand Prix de Villers-Cotterêts    | Damien Nazon       |
| 21. August    | Circuit de l’Aulne                 | Walter Bénéteau    |
| 10. September | Grand Prix de Fourmies             | Andrej Hauptman    |
| 17. September | Grand Prix d’Isbergues             | Peter Van Petegem  |
| 1. Oktober    | Paris–Bourges                      | Laurent Brochard   |

## Fahrerwertung
| Position | Fahrer           | Team                      | Punkte |
| -------- | ---------------- | ------------------------- | ------ |
| 1        | Patrice Halgand  | Jean Delatour             | 169    |
| 2        | Laurent Brochard | Jean Delatour             | 161    |
| 3        | Jaan Kirsipuu    | ag2r Prévoyance-Décathlon | 122    |